# Parabucrates brevicauda
Parabucrates brevicauda är en insektsart som först beskrevs av Scudder, S.H. 1869.  Parabucrates brevicauda ingår i släktet Parabucrates och familjen vårtbitare. Inga underarter finns listade i Catalogue of Life.